# Hunteria hexaloba
Hunteria hexaloba är en oleanderväxtart som först beskrevs av Marcel Pichon, och fick sitt nu gällande namn av E. Omino. Hunteria hexaloba ingår i släktet Hunteria och familjen oleanderväxter. Inga underarter finns listade i Catalogue of Life.